# 丁香追逐者

凝視中心十字30秒以上，體驗這種似動錯覺

丁香追逐者（英語：Lilac chaser）是一種視錯覺，也稱為吃豆人錯覺（英語：Pac-Man illusion），由12個淡紫色（或粉红色、玫瑰色或洋紅色）的模糊圓盤（丁香）組成，如時鐘數字般排成一圈，圍繞著灰色背景的黑色中心十字。其中一個圓盤會先短暫消失約0. 1秒鐘，下一個圓盤接著在約0.125秒後消失，然後再換下一個，依此類推，以順時針方向消失。盯著十字約5秒左右會看到三件事：
1. 缺口繞著淡紫色圓盤所組成的圓圈旋轉；
2. 綠色圓盤取代圍繞淡紫色圓盤的缺口。
3. 綠色圓盤在灰色背景上旋轉，而淡紫色圓盤則逐一消失。

追逐者效應是由稱為飛現象的錯覺所產生，並結合了後像，即當每個淡紫色斑點消失就會出現相反色或互補色──綠色（若是藍色圓盤就會看到黃色），再加上對淡紫色圓盤的色度適應。

## 外部連結
- Michael Bach's Java simulation and explanation （页面存档备份，存于）
- "Electroneurobiology article" （页面存档备份，存于）. The ontological nature of the colour afterimages have been analyzed in this article, "A visual yet non-optical subjective intonation", by Mariela Szirko